# Omicron1 Canis Majoris
Omicron1 Canis Majoris (16 Canis Majoris) é uma estrela na direção da constelação de Canis Major. Possui uma ascensão reta de 06h 54m 07.95s e uma declinação de −24° 11′ 03.2″. Sua magnitude aparente é igual a 3.89. Considerando sua distância de 1976 anos-luz em relação à Terra, sua magnitude absoluta é igual a −5.02. Pertence à classe espectral K3Iab. É uma estrela variável irregular.